# El Merdàs
El Merdàs és un corrent fluvial del Ripollès, que neix al vessant nord-est del Pedró Blanc i desemboca al Freser a Campdevànol

## Afluents
- Riera de Cauvell: 42° 12′ 22.12″ N, 2° 10′ 20.35″ E / 42.2061444°N,2.1723194°E